# 最後手段之信

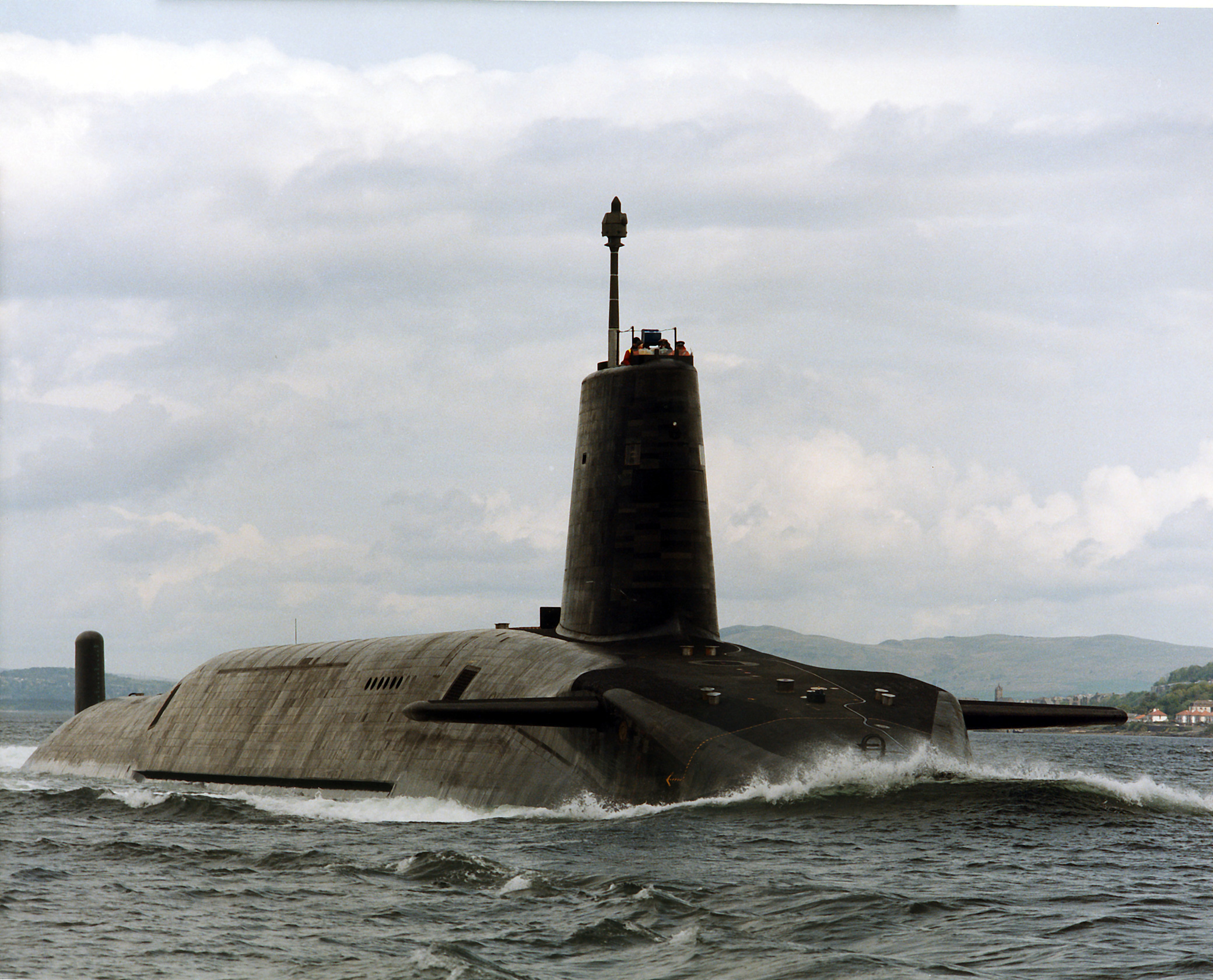
英國依靠四艘前衛級核潛艇提供核威懾力。當中至少有一艘潛艇會持續出海游弋，並搭載16枚射程為7,000英里（約11,000公里）的三叉戟II型潛射彈道導彈，及12個能獨立控制的彈頭（每個均能摧毀一座大城市） 。

最後手段之信（英語：Letters of last resort），是英國首相以相同措辭書寫並交給四名彈道導彈潛艇艦長的親筆信。當英國政府因敵人的核打擊而被摧毀，且首相及其個人任命的替補決策者（通常是內閣高級閣員）皆死亡或失去行動能力時，艦長便會按照信中的內容採取相應行動。無論艦長執行了哪種命令，他們所採取的行動可能是聯合王國政府的最後一次正式行為。
這些信件儲存在潛艇控制室的雙重保險箱內。當首相離任後，這些未經開封的信件會進行銷毀，而信件內容只有當時書寫親筆信的首相才知道。

## 流程
當新任英國首相上任後，英國國防參謀長便會準確告知「三叉戟飛彈會造成什麼損害」，然後書寫親筆信。其後，這些信件會分別交付至四艘攜帶三叉戟洲際核彈潛艇，而前任首相的信件會在確保沒有打開的情況下銷毀。
如果首相及其指定的替補決策者皆因核打擊而死亡，核潛艇的艦長（在任何時間至少會有一艘潛艇持續出海游弋）將會以一系列的檢查來確定信件有無打開的必要。
根據英國歷史學家彼得·軒尼詩《秘密國家：白廳和冷戰》一書，在1945年至1970年，潛艦艦長決定英國政府是否繼續運作的因素之一包括確認BBC廣播四台有無繼續廣播。在1983年，當搭載了北極星A3導彈的決心級核潛艇發現有明顯的核攻擊或所有英國海軍廣播已經停止四小時，便會打開信件。

## 選項
雖然信件的內容是機密，但根據2008年12月BBC廣播四台的紀錄片《人類的按鈕》（The Human Button），有四個已知的選項會供首相書寫至信件內，包括：
- 使用核武器報復；
- 不採取報復行動；
- 根據形勢自行判斷；
- 可以的話，將潛艇置於盟軍國家的指揮下[註 1]。

衛報在2016年7月的報導表示，這些選項據說還包括：「如果美國還存在，接受其命令」、「去澳洲」、「報復」。

## 備註
1. ↑  紀錄片中提到的「盟軍國家」包括澳洲和美國。

## 外部連結
- The Human Button｜BBC Radio 4 （英文）